# Michelbach (Hunsrück)

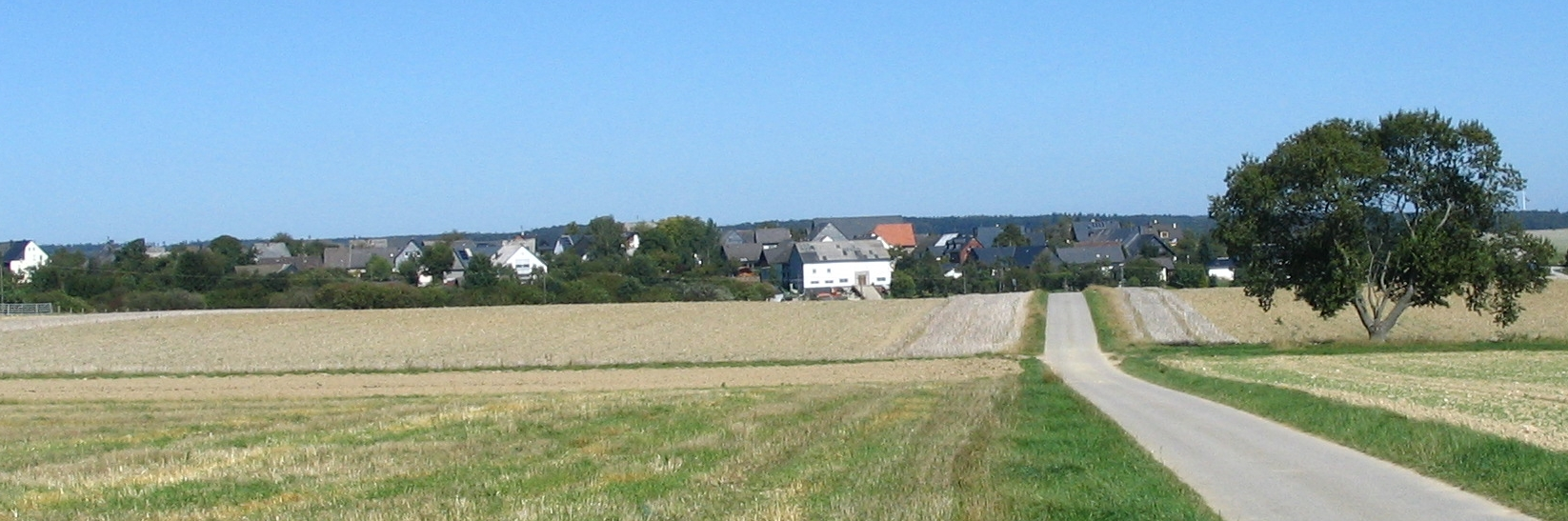
Michelbach/Hunsrück aus südlicher Richtung

Michelbach ist eine Ortsgemeinde inmitten der Mittelgebirgslandschaft des Hunsrück im Rhein-Hunsrück-Kreis in Rheinland-Pfalz. Sie gehört der Verbandsgemeinde Kastellaun an.

## Geographie
Der Ort Michelbach liegt auf einer Höhenkuppe inmitten der Feldflur in einer durchschnittlichen Höhe von 430 m ü. NHN, zwischen dem Külzbachtal und dem Biebertal. Zu Michelbach gehört auch der Wohnplatz Junkersmühle. Die Gemarkung der Gemeinde umfasst 2,39 km², davon 76 Prozent landwirtschaftliche Nutzfläche und je 12 Prozent Wald und Bebauung.
Nachbarorte
| Hundheim  | Hasselbach                                  | Alterkülz           |
| Wüschheim | Kompassrose, die auf Nachbargemeinden zeigt | Neuerkirch und Külz |
| Reich     | Biebern und Heinzenbach                     | Fronhofen           |

## Geschichte
Der Ort wird als Michelnbach im 1330–1335 erstellten Gefälleregister der Grafschaft Sponheim erwähnt.
Michelbach gehörte bis zum Ende des 18. Jahrhunderts landesherrlich zur Hinteren Grafschaft Sponheim und war zuletzt im Besitz des Herzogs von Pfalz-Zweibrücken. Innerhalb des Amtes Kastellaun gehörte Michelbach zum Verwaltungs- und Gerichtsbezirk der Hasselbacher Pflege.
Mit der Besetzung des Linken Rheinufers 1794 durch französische Revolutionstruppen wurde der Ort französisch, von 1798 bis 1814 gehörte er zum Kanton Kastellaun, der dem Rhein-Mosel-Departement zugeordnet war. Auf dem Wiener Kongress (1815) wurde die Region dem Königreich Preußen zugesprochen. Unter der preußischen Verwaltung unterstand Michelbach von 1816 an der Bürgermeisterei Kastellaun im Kreis Simmern und gehörte von 1822 bis zum Ende des Zweiten Weltkriegs zur Rheinprovinz.
1850 wurde in Michelbach ein Knabenhaus vom Alterkülzer Pfarrer Bartels gegründet und 1851 auf das Schmiedelgelände zwischen Simmern und Nannhausen verlegt. Dort wurde ein erstes Gebäude der Schmiedelanstalten errichtet, das am 13. September 1851 für einen Hausvater und zwölf Jungen eingeweiht wurde.
Als Folge des Ersten Weltkriegs war die gesamte Region dem französischen Abschnitt der Alliierten Rheinlandbesetzung zugeordnet. Nach dem Zweiten Weltkrieg wurde Michelbach innerhalb der damaligen französischen Besatzungszone Teil des 1946 neu gebildeten Landes Rheinland-Pfalz und gehört seit 1969 zum Rhein-Hunsrück-Kreis.
Statistik zur Einwohnerentwicklung
Die Entwicklung der Einwohnerzahl der Gemeinde Michelbach, die Werte von 1871 bis 1987 beruhen auf Volkszählungen:
| Jahr | Einwohner |
| 1815 | 147       |
| 1835 | 195       |
| 1871 | 226       |
| 1905 | 219       |
| 1939 | 174       |
| 1950 | 194       |

| Jahr | Einwohner |
| 1961 | 191       |
| 1970 | 163       |
| 1987 | 169       |
| 2005 | 178       |
| 2022 | 208       |

## Politik

### Gemeinderat
Der Gemeinderat in Michelbach besteht aus sechs Ratsmitgliedern, die bei den Kommunalwahlen in Rheinland-Pfalz 2024 in einer Mehrheitswahl gewählt wurden, und dem ehrenamtlichen Ortsbürgermeister als Vorsitzendem.

### Ortsbürgermeister
Bei der Direktwahl am 9. Juni 2024 wurde Marcel Pies zum Ortsbürgermeister gewählt. Pies Vorgänger als Ortsbürgermeister war Hans-Jürgen Härter.

## Freizeit
Westlich von Michelbach verläuft ein Teilstück des Biebertaler-Rundweges, etwa 1,5 km nordöstlich der Schinderhannes-Radweg.

## Verkehr
Die Gemeinde liegt an der Landesstraße 227, von der am östlichen Ortsrand die Kreisstraße 21 abzweigt. Die Abfahrt Rheinböllen der Autobahn 61 ist etwa 15 Autominuten entfernt.